# Heterophleps clarivenata
Heterophleps clarivenata är en fjärilsart som beskrevs av Eugen Wehrli 1931. Heterophleps clarivenata ingår i släktet Heterophleps och familjen mätare. Inga underarter finns listade i Catalogue of Life.